# Corto circuito (serie televisiva)

Logo originale della serie di cortometraggi

Corto Circuito (Short Circuit) è una serie di cortometraggi d'animazione indipendenti statunitensi prodotti dalla Walt Disney Animation Studios.
Simile al programma SparkShorts lanciato nello studio di animazione della filiale Pixar, la serie è un programma in cui i dipendenti propongono le loro idee per un cortometraggio e lavorano con i dipendenti per creare il corto, se selezionato, e sono destinati a correre rischi per quanto riguarda gli stili visivi e la narrativa. I cortometraggi sono stati pubblicati  esclusivamente su Disney+ il 24 gennaio 2020, in Italia il 24 marzo 2020.

## Cortometraggi
| nº | Titolo originale      | Titolo italiano           | Diretto da           | Musiche di           | Pubblicazione USA | Pubblicazione Italia |
| --- | --------------------- | ------------------------- | -------------------- | -------------------- | ----------------- | -------------------- |
| 1 | Puddles               | Pozzanghere               | Zach Parrish         | Nathan Curtis        | 24 gennaio 2020   | 24 marzo 2020        |
| Un bambino di nome Noah scopre che le pozzanghere fuori casa possono trasportarlo in un altro mondo. Prova a mostrare la nuova scoperta a sua sorella Skylar, ma è più occupata a guardare il suo telefono. Finalmente stufo che sua sorella continui ad ignorarlo, Noah afferra il telefono di Skylar e lo lancia nella pozzanghera dove scompare. Entrambi saltano dentro e viene rivelato che l'altro mondo è pieno di montagne ricoperte di pozzanghere con pesci e balene che volano nel cielo. Skylar prova a scattare una foto col suo telefono, ma un pesce glielo mangia e lascia i due fratelli a divertirsi.                                      |                       |                           |                      |                      |                   |                      |
| 2 | Exchange Student      | Scambio studentesco       | Natalie Nourigat     | Nathan Curtis        | 24 gennaio 2020   | 24 marzo 2020        |
| Una ragazza umana si trasferisce in una scuola su un altro pianeta pieno di alieni blob blu. È letteralmente alienata da loro a causa dei suoi diversi gusti e aspetto. Durante la ricreazione, uno degli alieni calcia la palla oltre la recinzione e la ragazza decide di andarla a recuperare. La palla è in una distesa di piante e una la morde. Lei urla e nota che spaventa le piante e così continua ad urlare finché tutte le piante non si sono ritirate nel terreno, trova vari oggetti persi nascosti tra i cespugli. Restituisce gli oggetti smarriti agli alieni che finalmente la accettano nel loro gruppo e lei gli fa assaggiare la pizza. |                       |                           |                      |                      |                   |                      |
| 3 | Lucky Toupée          | Parrucchino della fortuna | Nikki Mull           | Nathan Curtis        | 24 gennaio 2020   | 24 marzo 2020        |
| Un uomo di nome Devin O'Leary ha stretto un accordo con i leprechaun di gangster per un nuovo parrucchino per nascondere la calvizie in modo da poter incontrare la sua amante Kate che non vedeva da molto tempo. Quando si rende conto che non a abbastanza soldi per pagare la parrucca, ne consegue una lotta. Devin riesce a lanciare il leprechaun fuori dalla finestra appena in tempo perché Kate si presenti. Tuttavia, il leprechaun ruba la parrucca per riavercela, umiliando Devin davanti a Kate. In una svolta umoristica, viene rivelato che anche Kate è calva e i due continuano il loro appuntamento.                                     |                       |                           |                      |                      |                   |                      |
| 4 | Just a Thought        | Solo un pensiero          | Brian F. Menz        | Tangelene Bolton     | 24 gennaio 2020   | 24 marzo 2020        |
| Presentato in stile di un fumetto, Ollie incontra una nuova ragazza di cui si innamora immediatamente. La sua nuvoletta con il suo pensiero rivela il suo amore segreto per lei e cerca di convincere Ollie ad avvicinarsi a lei, ma è troppo nervoso per parlarle. Cerca di liberarsi della sua nuvoletta, ma questa interrompe la lezione per rivelare i suoi sentimenti per lei, facendo ridere l'intera classe e facendolo umiliare. Dopo scuola, la ragazza arriva con la sua nuvoletta di pensiero, rivelando che le piace Ollie e loro due si tengono per mano proprio come fanno le loro nuvolette.                                                  |                       |                           |                      |                      |                   |                      |
| 5 | Cycles                | Cicli                     | Jeff Gibson          | Jaquie Gipson        | 24 gennaio 2020   | 24 marzo 2020        |
| Raccontato in ordine inverso in una dimora degli anni '60, il corto racconta la storia di Bert, Rae e la loro figlia Rachel. Le scene si svolgono rivelando come Bert e Rae che si sono trasferiti nella loro nuova casa e hanno dato il benvenuto a Rachel nelle loro vite. Bert alla fine muore per un attacco di cuore e un'adulta Rachel convince Rae che devono trasferirsi. Mentre Rae ricorda la sua vita, dice a Rachel: "Mi mancherà la mia casa". |                       |                           |                      |                      |                   |                      |
| 6 | Lightning in a Bottle | Fulmine in bottiglia      | Virgilio John Aquino | Tom Howe             | 24 gennaio 2020   | 24 marzo 2020        |
| Un ragazzo di campagna vuole letteralmente catturare un fulmine in una bottiglia per la fiera della scienza della scuola elementare. Riesce nel suo intento e scopre che il fulmine è una "palla vivente". Dopo aver schivato pericolosi fulmini, il fulmine rallenta il tempo e rivela che ha una famiglia e che vuole tornare. Il ragazzo solennemente lascia andare la creatura fulmine e lo ripaga con delle opere nel cielo con dei fulmini. |                       |                           |                      |                      |                   |                      |
| 7 | The Race              | La gara                   | Terry Moews          | Mondo Boys           | 24 gennaio 2020   | 24 marzo 2020        |
| Grim (un teschio), un torvo mietitore, deve raccogliere la sua centesima anima in modo da poter ottenere l'ambito premio "Morte dell'anno". Il suo obiettivo è un ciclista che sta partecipando a una grande gara. Il ciclista supera immediatamente Grim per raggiungere il traguardo e Grim lo insegue su una bici, accidentalmente durante il percorso uccide altre persone. Il ciclista vince la gara con Grim che si chiude su di lui. Tuttavia, vedendo il ciclista con la sua amata, Grim in un flashback si ricorda dell'importanza della persona amata e decide di andersene; e afferra un mazzo di fiori sulla via del ritorno.                    |                       |                           |                      |                      |                   |                      |
| 8 | Hair-Jitsu            | Capel-Jitsu               | Brian Estrada        | Jeremy Nathan Tisser | 24 gennaio 2020   | 24 marzo 2020        |
| Una ragazza altamente qualificata nel taekwondo viene portata da sua madre dal parrucchiere per farsi tagliare i capelli estremamente lunghi. Entra e in una scena fantasy deve combattere con il parrucchiere e i suoi ninja. Tuttavia, sua madre la ferma e la ragazza si taglia i capelli. Scopre che le piace il suo nuovo aspetto e se ne va felicemente, anche se i suoi capelli tagliati attaccano ancora il parrucchiere. |                       |                           |                      |                      |                   |                      |
| 9 | Downtown              | Downtown                  | Kendra Vander Vliet  | Benjamin Robinson    | 24 gennaio 2020   | 24 marzo 2020        |
| Un pendolare perde il suo autobus e si esaurisce. All'improvviso, un colorato murale di graffiti prende vita e porta il pendolare in un giro selvaggio attraverso la città schivando auto e veicoli e zoomando per le strade. Il pendolare presto ci arriva e inizia a correre lungo il lato degli edifici verso un nuovo mondo colorato. Alla fine della fantasia, il pendolare sembra apprezzare il murale. |                       |                           |                      |                      |                   |                      |
| 10 | Jing Hua              | Jing Hua                  | Jerry Huynh          | Joy Ngiaw            | 24 gennaio 2020   | 24 marzo 2020        |
| Una artista marziale di nome Jing Hua si trova di fronte alla tomba del suo defunto maestro. Esercita la sua frustrazione eseguendo il kung fu; creando il mondo intorno a lei come è fatto di colori ad acqua ed inchiostro. Mentre il suo dolore e la sua sofferenza per la perdita di una persona cara culmina attraverso l'apparizione di inchiostro gocciolante, Jing Hua impara ad accettare il destino del suo padrone mentre si stanca, ma non sconfitta. |                       |                           |                      |                      |                   |                      |
| 11 | Drop                  | Goccia                    | Trent Correy         | Nathan Curtis        | 24 gennaio 2020   | 24 marzo 2020        |
| Goccia, una goccia d'acqua, si risveglia nel cielo nei suoi nuovi dintorni. Cade verso la terra con i suoi compagni gocce di pioggia in modo terrorizzato e si ritrova a essere lanciato e sballottato dalla città sottostante. Alla fine finisce su un'auto dove entra in contatto con una bambina. Catturato dall'esperienza, Drop viene riassorbito nel cielo ed attende con entusiasmo il suo ritorno nella tempesta successiva. |                       |                           |                      |                      |                   |                      |
| 12 | Zenith                | Zenith                    | Jennifer Stratton    | Nathan Curtis        | 24 gennaio 2020   | 24 marzo 2020        |
| Un cervo luminoso salta attraverso l'universo mentre crea costellazioni di varie figure in tutto lo spazio. Dopo aver notato alcuni detriti sulle sue corna, crea accidentalmente un buco nero che inizia a risucchiare tutto il suo lavoro. Il cervo cerca di fermarlo, ma danneggia una delle sue corna nel processo. Senza altra opzione, il cervo evoca molta energia e corre verso il buco nero, facendolo esplodere in una magnifica visuale. Le costellazioni ritornano, ma a costo del cervo che invece è diventato la galassia che le comprende tutte.                                                                                              |                       |                           |                      |                      |                   |                      |
| 13 | Elephant in the Room  | L'elefante nella stanza   | Brian Scott          | Toft Willingham      | 24 gennaio 2020   | 24 marzo 2020        |
| Un elefantino viene separato dalla sua famiglia, ma viene trovato da un giovane ragazzo e suo padre. Il padre mette immediatamente l'elefante a lavorare nella loro piantagione di banane, ma il ragazzo si lega all'elefante giocando con lui. Nonostante ciò, l'elefante desidera ancora riunirsi con la sua mandria che il ragazzo riconosce. Un giorno, il ragazzo arriva con un moggio di banane e numerosi elefanti che lo inseguono a casa. L'elefantino si riunisce con la sua famiglia mentre il ragazzo e suo padre guardano. Più tardi, il ragazzo e suo padre si riuniscono con l'elefante felice.                                               |                       |                           |                      |                      |                   |                      |
| 14 | Fetch                 | Prendilo!                 | Mitchell Counsell    | Tori Letzler         | 24 gennaio 2020   | 24 marzo 2020        |
| Una bambina vaga nel bosco con un bastone in cerca di Oliver, il suo animale domestico. Mentre si avventura nel profondo del bosco, una grande creatura pelosa nera con gli occhi blu scintillanti segue la bambina. Viene presto rivelato che questa grande creatura intimidatoria, che mostra un comportamento simile a un cane, è in realtà, Oliver che mostra un'affinità per inseguire bastoni e mangiare spazzatura che condivide con la ragazza. |                       |                           |                      |                      |                   |                      |

## Produzione
Lo sviluppo del programma Corto Circuito è iniziato nel 2016. Simile al progetto SparkShorts dello studio di animazione della filiare Pixar, Walt Disney Animation Studios ha lanciato un programma chiamato Corto Circuito, costituito da una serie di cortometraggi di natura sperimentale in cui qualsiasi dipendente che lavora nello studio può lanciare un'idea e fare un corto se selezionato. In una dichiarazione, la Disney ha dichiarato che "L'obiettivo di questo programma innovativo è correre rischi sia nello stile visivo che nella narrativa, sia trovare nuove voci in studio e sperimentare nuove innovazioni tecniche". Il primo cortometraggio pubblicato nell'ambito del programma è Cycles, diretto da Jeff Gibson, ed è il primo cortometraggio VR della Disney.

## Distribuzione
I primi tre cortometraggi di Corto Circuito, Exchange Student, Jing Hua e Just a Thought, sono stati presentati in anteprima ad Annecy.  I cortometraggi successivi sono stati presentati al El Capitan Theatre, attaccato a Il re leone in proiezioni selezionate. I cortometraggi sono stati proiettati al D23 Expo. I cortometraggi sono stati pubblicati il 24 gennaio 2020 su Disney+ e in Italia il 24 marzo 2020, data di uscita italiana del servizio. A differenza della maggior parte dei contenuti originali Disney+, i cortometraggi sono stati rilasciati tutti in una volta, invece di essere pubblicati settimanalmente.
Un giorno dopo la sua uscita, il corto Drop è stato temporaneamente rimosso dal servizio, a causa di problemi tecnici con l'introduzione al corto. Il corto dopo è stato rimesso.

## Annotazioni
1. ↑  Il cortometraggio è stato presentato in anteprima ufficiale al Festival internazionale del cinema di Vancouver come cortometraggio VR il 12 agosto 2018.
2. ↑  Durante i titoli di testa è indicato come 京华 Flower in the Mirror.
3. ↑  Durante i titoli di testa è indicato come 京华 Flower in the Mirror, ma compaiono i sottotitoli e lo indicano come Fiore nello specchio.